# Naemorhedus griseus
Naemorhedus griseus (Горал сірий) — жуйний ссавець підродини козлових (Caprinae).

## Поширення
Цей вид зустрічається в М'янмі (західній і східній), більшості території Китаю (за винятком районів Крайньої Півночі і заходу), північно-східній Індії (схід і південь Брахмапутри), Північно-Західному Таїланді й крайній півночі В'єтнаму. Мешкає на крутих схилах і плато в гірських районах, іноді використовує субтропічні змішані ліси і вічнозелені і листопадні ліси поблизу скель, але в першу чергу залишається на міцній кам'янистій місцевості.

## Спосіб життя і харчування
Горали ведуть денний спосіб життя, і найбільш активні рано вранці та пізно ввечері, але можуть бути активними протягом дня в похмурі дні. Споживає трави, листя, гілки і горіхи.

## Соціальна структура і розмноження
Вони зазвичай живуть у невеликих групах по 4-12 осіб, самці старшого віку зазвичай поодинокі. Тривалість вагітності становить 170-218 днів, народжується одне дитя. Самці і самиці досягають статевої зрілості приблизно в три роки, з тривалістю життя до 15 років або близько того.